# Bycie i czas
Bycie i czas (niem. Sein und Zeit) – pierwsza, a zarazem najbardziej znana praca Martina Heideggera. Opublikowana została w 1927, a jej tematyka poświęcona jest zagadnieniom bytu z punktu widzenia filozofii egzystencjalnej.
Heidegger dokonuje w swojej książce analizy ludzkiej egzystencji za pomocą metody fenomenologicznej, dokonując przy tym krytyki myśli Descartesa. Zdaniem autora konieczne było dokonanie „destrukcji dziejów ontologii”, zamieniając pytanie o naturę bytu na pytanie o bycie bytu. Dochodzi on do wniosku, iż wielorakie sposoby objawiania się bytu wynikają z natury ludzkiej egzystencji.